# Turul Franței 2011
Turul Franței 2011 este cea de-a 98-a ediție a Turului Franței ce se desfășoară între 2-24 iulie 2011.

## Traseul
Pentru această ediție au fost programate 21 de etape.

## Echipe participante
Au fost invitate cele 18 echipe de ProTur, dar și alte 5 echipe, în total 23 echipe.
| Franța - Ag2r-La Mondiale - FDJ - Europcar - Cofidis - Saur-Sojasun | Spania - Euskaltel-Euskadi - Team Movistar            | Italia - Liquigas Cannondale - Lampre-ISD |
| Belgia - Quick Step - Omega Pharma-Lotto                            | SUA - HTC-Highroad - BMC Racing Team - Garmin-Cervélo | Kazakhstan - Astana (echipă de ciclism)   |
| Danemarca - Team Saxo Bank-SunGard                                  | Olanda - Rabobank - Vacancesoleil-DCM                 |                                           |
| Marea Britanie - Team Sky                                           | Luxemburg - Leopard Trek                              | Rusia - Team Katusha                      |

## Etapele programate
| #  | Dată     | Start                     | Sosire                            | Km           | Tip etapă    | Tip etapă                    | Câștigător                 |              |
| -- | -------- | ------------------------- | --------------------------------- | ------------ | ------------ | ---------------------------- | -------------------------- | ------------ |
| 1  | 2 iulie  | Passage du Gois           | Mont des Alouettes                | 191.5        |              | Etapă plată                  | Philippe Gilbert (OLO)     |              |
| 2  | 3 iulie  | Les Essarts               | Les Essarts                       | 23           |              | Crontra-cronometru pe echipe | Garmin-Cervélo (GRM)       |              |
| 3  | 4 iulie  | Olonne-sur-Mer            | Redon                             | 198          |              | Etapă plată                  | Tyler Farrar (GRM)         |              |
| 4  | 5 iulie  | Lorient                   | Mûr-de-Bretagne                   | 172.5        |              | Etapă valonată               | Cadel Evans (BMC)          |              |
| 5  | 6 iulie  | Carhaix-Plouguer          | Cap Fréhel                        | 164.5        |              | Etapă plată                  | Mark Cavendish (HTC)       |              |
| 6  | 7 iulie  | Dinan                     | Lisieux                           | 226.5        |              | Etapă plată                  | Edvald Boasson Hagen (SKY) |              |
| 7  | 8 iulie  | Le Mans                   | Châteauroux                       | 218          |              | Etapă plată                  | Mark Cavendish (HTC)       |              |
| 8  | 9 iulie  | Aigurande                 | Super Besse                       | 189          |              | Etapă intermediară           | Rui Costa (MOV)            |              |
| 9  | 10 iulie | Issoire                   | Saint-Flour                       | 208          |              | Etapă intermediară           | Luis León Sánchez (RAB)    |              |
|    | 11 iulie | Zi de repaus              | Zi de repaus                      | Zi de repaus | Zi de repaus | Zi de repaus                 | Zi de repaus               | Zi de repaus |
| 10 | 12 iulie | Aurillac                  | Carmaux                           | 158          |              | Etapă plată                  | André Greipel (OLO)        |              |
| 11 | 13 iulie | Blaye-les-Mines           | Lavaur                            | 167,5        |              | Etapă plată                  | Mark Cavendish (HTC)       |              |
| 12 | 14 iulie | Cugnaux                   | Luz-Ardiden                       | 211          |              | Etapă de munte               | Samuel Sánchez (EUS)       |              |
| 13 | 15 iulie | Pau                       | Lourdes                           | 152,5        |              | Etapă de munte               | Thor Hushovd (GRM)         |              |
| 14 | 16 iulie | Saint-Gaudens             | Plateau de Beille                 | 168,5        |              | Etapă de munte               | Jelle Vanendert (OLO)      |              |
| 15 | 17 iulie | Limoux                    | Montpellier                       | 192,5        |              | Etapă plată                  | Mark Cavendish (HTC)       |              |
|    | 18 iulie | Zi de repaus              | Zi de repaus                      | Zi de repaus | Zi de repaus | Zi de repaus                 | Zi de repaus               | Zi de repaus |
| 16 | 19 iulie | Saint-Paul-Trois-Châteaux | Gap                               | 162,5        |              | Etapă intermediară           | Thor Hushovd (GRM)         |              |
| 17 | 20 iulie | Gap                       | Pinerolo                          | 179          |              | Etapă de munte               | Edvald Boasson Hagen (SKY) |              |
| 18 | 21 iulie | Pinerolo                  | Col du Galibier / Serre Chevalier | 200,5        |              | Etapă de munte               | Andy Schleck (LEO)         |              |
| 19 | 22 iulie | Modane                    | Alpe d'Huez                       | 109,5        |              | Etapă de munte               | Pierre Rolland (EUC)       |              |
| 20 | 23 iulie | Grenoble                  | Grenoble                          | 42,5         |              | Contra-cronometru individual | Tony Martin (HTC)          |              |
| 21 | 24 iulie | Creteil                   | Paris (Champs-Élysées)            | 95           |              | Etapă plată                  | Mark Cavendish (HTC)       |              |

## Evoluția clasamentelor
| #                 | Câștigător                 | Clasament general      | Clasament pe puncte      | Cel mai bun cățărător    | Cel mai bun tânăr       | Clasament pe echipe  | Combativitate                                     |
| ----------------- | -------------------------- | ---------------------- | ------------------------ | ------------------------ | ----------------------- | -------------------- | ------------------------------------------------- |
| 1                 | Philippe Gilbert (OLO)     | Philippe Gilbert (OLO) | Philippe Gilbert (OLO)   | Philippe Gilbert (OLO)   | Geraint Thomas (SKY)    | Omega Pharma-Lotto   | Perrig Quemeneur (EUC)                            |
| 2                 | Garmin-Cervélo (GRM)       | Thor Hushovd (GRM)     | Philippe Gilbert (OLO)   | Philippe Gilbert (OLO)   | Geraint Thomas (SKY)    | Garmin-Cervélo (GRM) | nu se acordă                                      |
| 3                 | Tyler Farrar (GRM)         | Thor Hushovd (GRM)     | José Joaquín Rojas (MOV) | Philippe Gilbert (OLO)   | Geraint Thomas (SKY)    | Garmin-Cervélo (GRM) | Mickaël Delage (FDJ)                              |
| 4                 | Cadel Evans (BMC)          | Thor Hushovd (GRM)     | José Joaquín Rojas (MOV) | Cadel Evans (BMC)        | Geraint Thomas (SKY)    | Garmin-Cervélo (GRM) | Jérémy Roy (FDJ)                                  |
| 5                 | Mark Cavendish (HTC)       | Thor Hushovd (GRM)     | Philippe Gilbert (OLO)   | Cadel Evans (BMC)        | Geraint Thomas (SKY)    | Garmin-Cervélo (GRM) | Iván Gutiérrez (MOV)                              |
| 6                 | Edvald Boasson Hagen (SKY) | Thor Hushovd (GRM)     | Philippe Gilbert (OLO)   | Johnny Hoogerland (VAC)  | Geraint Thomas (SKY)    | Garmin-Cervélo (GRM) | Adriano Malori (LAM)                              |
| 7                 | Mark Cavendish (HTC)       | Thor Hushovd (GRM)     | José Joaquín Rojas (MOV) | Johnny Hoogerland (VAC)  | Robert Gesink (RAB)     | Garmin-Cervélo (GRM) | Yannick Talabardon (SAU)                          |
| 8                 | Rui Costa (MOV)            | Thor Hushovd (GRM)     | Philippe Gilbert (OLO)   | Tejay van Garderen (HTC) | Robert Gesink (RAB)     | Garmin-Cervélo (GRM) | Tejay van Garderen (HTC)                          |
| 9                 | Luis León Sánchez (RAB)    | Thomas Voeckler (EUC)  | Philippe Gilbert (OLO)   | Johnny Hoogerland (VAC)  | Robert Gesink (RAB)     | Europcar (EUC)       | Juan Antonio Flecha (SKY) Johnny Hoogerland (VAC) |
| 10                | André Greipel (OLO)        | Thomas Voeckler (EUC)  | Philippe Gilbert (OLO)   | Johnny Hoogerland (VAC)  | Robert Gesink (RAB)     | Europcar (EUC)       | Marco Marcato (VAC)                               |
| 11                | Mark Cavendish (HTC)       | Thomas Voeckler (EUC)  | Mark Cavendish (HTC)     | Johnny Hoogerland (VAC)  | Robert Gesink (RAB)     | Europcar (EUC)       | Mickaël Delage (FDJ)                              |
| 12                | Samuel Sánchez (EUS)       | Thomas Voeckler (EUC)  | Mark Cavendish (HTC)     | Samuel Sánchez (EUS)     | Arnold Jeannesson (FDJ) | Leopard Trek (LEO)   | Geraint Thomas (SKY)                              |
| 13                | Thor Hushovd (GRM)         | Thomas Voeckler (EUC)  | Mark Cavendish (HTC)     | Jérémy Roy (FDJ)         | Arnold Jeannesson (FDJ) | Garmin-Cervélo (GRM) | Jérémy Roy (FDJ)                                  |
| 14                | Jelle Vanendert (OLO)      | Thomas Voeckler (EUC)  | Mark Cavendish (HTC)     | Jelle Vanendert (OLO)    | Rigoberto Urán (SKY)    | Leopard Trek (LEO)   | Sandy Casar (FDJ)                                 |
| 15                | Mark Cavendish (HTC)       | Thomas Voeckler (EUC)  | Mark Cavendish (HTC)     | Jelle Vanendert (OLO)    | Rigoberto Urán (SKY)    | Leopard Trek (LEO)   | Niki Terpstra (QST)                               |
| 16                | Thor Hushovd (GRM)         | Thomas Voeckler (EUC)  | Mark Cavendish (HTC)     | Jelle Vanendert (OLO)    | Rigoberto Urán (SKY)    | Garmin-Cervélo (GRM) | Mikhail Ignatiev (KAT)                            |
| 17                | Edvald Boasson Hagen (SKY) | Thomas Voeckler (EUC)  | Mark Cavendish (HTC)     | Jelle Vanendert (OLO)    | Rigoberto Urán (SKY)    | Garmin-Cervélo (GRM) | Rubén Pérez (EUS)                                 |
| 18                | Andy Schleck (LEO)         | Thomas Voeckler (EUC)  | Mark Cavendish (HTC)     | Jelle Vanendert (OLO)    | Rein Taaramäe (COF)     | Garmin-Cervélo (GRM) | Andy Schleck (LEO)                                |
| 19                | Pierre Rolland (EUC)       | Andy Schleck (LEO)     | Mark Cavendish (HTC)     | Samuel Sánchez (EUS)     | Pierre Rolland (EUC)    | Garmin-Cervélo (GRM) | Alberto Contador (SBS)                            |
| 20                | Tony Martin (HTC)          | Cadel Evans (BMC)      | Mark Cavendish (HTC)     | Samuel Sánchez (EUS)     | Pierre Rolland (EUC)    |                      |                                                   |
| 21                |                            | Cadel Evans (BMC)      |                          | Samuel Sánchez (EUS)     | Pierre Rolland (EUC)    |                      |                                                   |
| Clasamente finale |                            |                        |                          |                          |                         |                      |                                                   |